# Yamatohime-no-mikoto
Yamatohime-no-mikoto (倭姫命 o 倭比売命?) es una princesa japonesa elevada a deidad Shintō, considerada según la mitología japonesa como la fundadora del Santuario de Ise, lugar donde se le rinde tributo a Amaterasu Ōmikami, diosa del sol; se cree que vivió entre los siglos I a. C. y I d. C. Según la leyenda, fue la cuarta hija del Emperador Suinin, undécimo Emperador de Japón; también fue la tía del príncipe Yamatotakeru.

## Leyenda
Desde la asunción al trono del Emperador Jinmu, primer emperador de Japón (siglo VII a. C.) hasta el Emperador Sujin, décimo emperador (mediados del siglo I a. C.), se adoraba a Amaterasu en el Palacio Imperial en Yamato. Tras una serie de calamidades que zozobraron al país, se decidió trasladar el lugar de adoración de manera temporal en la cuenca de la prefectura de Nara. Pero a fines del siglo I a. C., el Emperador Suinin, undécimo emperador, ordenó a su hija la princesa Yamatohime-no-mikoto a que buscara un lugar permanente de adoración.
La princesa partió del monte Miwa y recorrió por veinte años a través de las provincias de Ōmi y Mino, hasta que llegó a la provincia de Ise, donde escuchó la voz de Amaterasu que deseaba vivir de manera permanente en ese lugar, ya que era un lugar rodeado de mucha naturaleza; es así que en este lugar Yamatohime-no-mikoto funda Naikū, el Santuario Interior de Ise.
El monje Jien mencionó en el siglo XIII, que durante el reinado del Emperador Suinin, la primera Suma Sacerdotisa (saiō o saigū) fue nombrada para servir en el Santuario de Ise.

## Perspectiva histórica
Algunas fuentes comparan a la princesa Yamatohime-no-mikoto con la reina Himiko, una gobernante japonesa mencionada en dos registros históricos chinos del siglo III, los Registros de los Tres Reinos y el Waijinden. Himiko es descrita como una reina que no había contraído matrimonio y sacerdotisa, cuyo nombre significa “hija del sol”. También la reina Himiko es conocida por haber gobernado la tierra de “Yamatai”. Hay muchas coincidencias entre ambas ya que desempeñaron roles similares y sus orígenes son casi idénticos.
No obstante, esta teoría se disputa con otras personas tales como la legendaria regente Jingū Kōgō u otras personas verdaderas de las cuales se creó el mito de la diosa Amaterasu. La primera fuente histórica en que se menciona a Yamatohime-no-mikoto proviene del Kojiki, escrita a comienzos del siglo VIII, por lo que la figura de la princesa no dista de ser legendaria.

## Adoración
Durante la década de 1920 se elevó su figura como kami (diosa) y se le erigió un santuario dentro del Santuario de Ise, conocido como Yamatohime no miya. Durante el 5 de mayo y el 5 de noviembre se realiza una ceremonia religiosa en dicho santuario.